# Questrecques
Questrecques és un municipi francès situat al departament del Pas de Calais i a la regió dels Alts de França. L'any 2007 tenia 357 habitants.

## Demografia

### Població
El 2007 la població de fet de Questrecques era de 357 persones. Hi havia 120 famílies de les quals 12 eren unipersonals (12 homes vivint sols), 50 parelles sense fills i 58 parelles amb fills.
La població ha evolucionat segons el següent gràfic:
Habitants censats

### Habitatges
El 2007 hi havia 126 habitatges, 122 eren l'habitatge principal de la família, 2 eren segones residències i 2 estaven desocupats. Tots els 124 habitatges eren cases. Dels 122 habitatges principals, 100 estaven ocupats pels seus propietaris, 18 estaven llogats i ocupats pels llogaters i 4 estaven cedits a títol gratuït; 1 tenia una cambra, 4 en tenien dues, 7 en tenien tres, 26 en tenien quatre i 83 en tenien cinc o més. 101 habitatges disposaven pel capbaix d'una plaça de pàrquing. A 52 habitatges hi havia un automòbil i a 65 n'hi havia dos o més.

### Piràmide de població
La piràmide de població per edats i sexe el 2009 era:
| Homes | Edats   | Dones |
| ----- | ------- | ----- |
| 0     | 95 o +  | 0     |
| 0     | 90 a 94 | 0     |
| 0     | 85 a 89 | 0     |
| 0     | 80 a 84 | 0     |
| 0     | 75 a 79 | 0     |
| 8     | 70 a 74 | 4     |
| 4     | 65 a 69 | 16    |
| 12    | 60 a 64 | 0     |
| 8     | 55 a 59 | 8     |
| 0     | 50 a 54 | 0     |
| 12    | 45 a 49 | 8     |
| 20    | 40 a 44 | 20    |
| 16    | 35 a 39 | 24    |
| 24    | 30 a 34 | 12    |
| 0     | 25 a 29 | 12    |
| 4     | 20 a 24 | 8     |
| 24    | 15 a 19 | 36    |
| 44    | 10 a 14 | 12    |
| 12    | 5 a 9   | 16    |
| 8     | 0 a 4   | 20    |

## Economia
El 2007 la població en edat de treballar era de 238 persones, 159 eren actives i 79 eren inactives. De les 159 persones actives 151 estaven ocupades (92 homes i 59 dones) i 7 estaven aturades (4 homes i 3 dones). De les 79 persones inactives 20 estaven jubilades, 37 estaven estudiant i 22 estaven classificades com a «altres inactius».

### Ingressos
El 2009 a Questrecques hi havia 120 unitats fiscals que integraven 325 persones, la mediana anual d'ingressos fiscals per persona era de 17.717 €.

### Activitats econòmiques
Dels 9 establiments que hi havia el 2007, 4 eren d'empreses de construcció, 1 d'una empresa de transport, 1 d'una empresa d'hostatgeria i restauració, 1 d'una empresa immobiliària i 2 d'empreses de serveis.
Els 3 serveis als particulars que hi havia el 2009 eren fusteries.
L'any 2000 a Questrecques hi havia 14 explotacions agrícoles que ocupaven un total de 640 hectàrees.

## Equipaments sanitaris i escolars
El 2009 hi havia una escola elemental integrada dins d'un grup escolar amb les comunes properes formant una escola dispersa.

## Poblacions més properes
El següent diagrama mostra les poblacions més properes.